# John Cluysenaar
 (mars 2023).
La mise en forme du texte ne suit pas les recommandations de Wikipédia : il faut le « wikifier ».
Les points d'amélioration suivants sont les cas les plus fréquents. Le détail des points à revoir est peut-être précisé sur la page de discussion.
- Les titres sont pré-formatés par le logiciel. Ils ne sont ni en capitales, ni en gras.
- Le texte ne doit pas être écrit en capitales (les noms de famille non plus), ni en gras, ni en italique, ni en « petit »…
- Le gras n'est utilisé que pour surligner le titre de l'article dans l'introduction, une seule fois.
- L'italique est rarement utilisé : mots en langue étrangère, titres d'œuvres, noms de bateaux, etc.
- Les citations ne sont pas en italique mais en corps de texte normal. Elles sont entourées par des guillemets français : « et ».
- Les listes à puces sont à éviter, des paragraphes rédigés étant largement préférés. Les tableaux sont à réserver à la présentation de données structurées (résultats, etc.).
- Les appels de note de bas de page (petits chiffres en exposant, introduits par l'outil «  Source ») sont à placer entre la fin de phrase et le point final[comme ça].
- Les liens internes (vers d'autres articles de Wikipédia) sont à choisir avec parcimonie. Créez des liens vers des articles approfondissant le sujet. Les termes génériques sans rapport avec le sujet sont à éviter, ainsi que les répétitions de liens vers un même terme.
- Les liens externes sont à placer uniquement dans une section « Liens externes », à la fin de l'article. Ces liens sont à choisir avec parcimonie suivant les règles définies. Si un lien sert de source à l'article, son insertion dans le texte est à faire par les notes de bas de page.
- La présentation des références doit suivre les conventions bibliographiques. Il est recommandé d'utiliser les modèles {{Ouvrage}}, {{Chapitre}}, {{Article}}, {{Lien web}} et/ou {{Bibliographie}}. Le mode d'édition visuel peut mettre en forme automatiquement les références.
- Insérer une infobox (cadre d'informations à droite) n'est pas obligatoire pour parachever la mise en page.

Pour une aide détaillée, merci de consulter Aide:Wikification.
Si vous pensez que ces points ont été résolus, vous pouvez retirer ce bandeau et améliorer la mise en forme d'un autre article.
 (mars 2023).
 (mars 2023).
Si vous disposez d'ouvrages ou d'articles de référence ou si vous connaissez des sites web de qualité traitant du thème abordé ici, merci de compléter l'article en donnant les références utiles à sa vérifiabilité et en les liant à la section « Notes et références ».
Pour les articles homonymes, voir Cluysenaar.

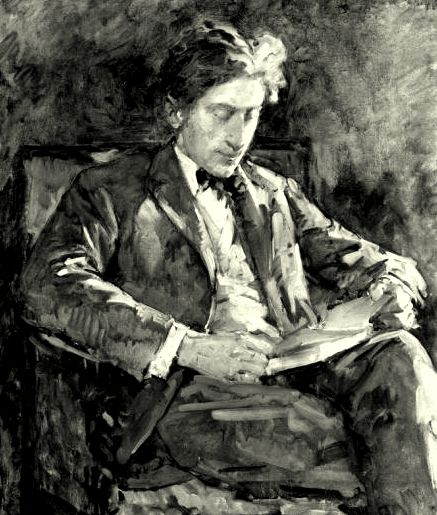
John Cluysenaar par André Cluysenaar vers 1926 - Musées royaux des Beaux-Arts de Belgique, Bruxelles.

John Edmond Cluysenaar, né à Uccle (Bruxelles) le 26 septembre 1899 et mort à Noville-sur-Mehaigne (Namur) le 31 juillet 1986 , est un sculpteur, peintre, dessinateur et aquarelliste belge.

## Biographie
John Cluysenaar est le fils d'André Cluysenaar, peintre portraitiste, le petit-fils d'Alfred Cluysenaar, peintre d'histoire et l'arrière petit-fils de Jean-Pierre Cluysenaar, architecte et d'Alice Gordon.  
Il est le jumeau de Ada (Dolly) Cluysenaar. Son parrain est Jacques de Lalaing, peintre, sculpteur ami de son père.  
Adolescent, sa famille se réfugie en Angleterre durant la Première Guerre mondiale. Sa mère est d'origine écossaise. Au cours de ces années de guerre, les relations entre ses parents se dégradent, ils divorcent. Sa sœur reste avec sa mère.  
En 1917, John Cluysenaar s'engage comme volontaire. Il sera démobilisé en 1919.  
À vingt ans, il se retrouve seul à Londres, et sans ressource. Il rencontre des personnes souhaitant ériger un mémorial au savant anglais Richard Glazebrook. Sa proposition est acceptée, son bas-relief donne satisfaction au comité et est installé à Teddington.  
Le jeune homme rentre en Belgique, s'installe à Uccle, réalise quelques sculptures dont, en 1920, un médaillon représentant le profil de Suzanne Lenglen. En 1922, il s'installe au 685 chaussée d'Alsemberg, puis en 1924, s'installe au 93 Groeselenberg. Cette même année, il est récompensé par le prix Godecharle, et un second prix de Rome. Grâce au prix Godecharle, en 1925, il séjourne à Paris et Londres. En 1926 — le 2 janvier —, John Cluysenaar épouse à Londres Marie-Louise Rôze. Elle est la fille du compositeur et chef d'orchestre Raymond Rôze et de la soprano Louise Mileset la petite-fille de la cantatrice française Marie Rôze. 
En 1926, il fait un voyage d'étude à Rome. À Uccle, il produit des sculptures dans l'esprit d'Auguste Rodin, Jean-Baptiste Carpeaux ou Rik Wouters. Il expose en Belgique et en Angleterre. Au début des années 1930, il se sépare de Marie-Louise Rôze.
Le 23 février 1933, il épouse à Dordrecht Sybil Fitzgerald Hewat. De cette union naîtra une fille, Anne (en) en 1936. Le 7 avril 1939, son père meurt. John organise une exposition rétrospective à la Petite Galerie, 3, avenue Louise à Bruxelles en mai 1939, à la suite de son décès. 
À cette époque, il décide de ne plus sculpter et de se consacrer à la peinture. Cette année 1939, la famille s'installe en Angleterre, d'abord à Chelsea, ensuite à la Diamond farm à Stour Provost dans le Dorset (septembre 1939). 
La guerre éclate. John Cluysenaar retrouve en Angleterre des compatriotes réfugiés, décidés à se battre. Parmi eux, un ancien ami, Victor de Laveleye. Ils s'installent à Gregory's Oschard à Barton-Saint-David dans le Somerset. Ensuite, ils iront en Écosse, à Douglas Castle et au 9 High street à Kirkcudbright (juin 1941) ; ils reviennent en Angleterre, à Weir Croft à Henley on Thames (mars 1943), puis à The Manor farm Girtford dans le Bedfordshire (avril 1943), puis à nouveau à Gregory's Oschard à Barton-Saint-David,,, (1944 - juillet 1946) et à Cherry Trees (mai 1950) et Bridge cottage (octobre 1950) à Henley-on-Thames. 
Durant cette période, il exposera à Londres, à la galerie Reid-Lefèvre (en compagnie de Ben Nicholson). 
Au début des années 1950, ils vivront quelques années en Irlande au Bridge cottage à Oughterard dans le comté de Galway (juin 1951) entre autres. Leur fille, Anne, suit sa scolarité à Athlone ; en 1953, elle s'inscrit au  Trinity College à Dublin. 
Vers 1953, John et Sybil rentrent en Belgique et se réinstallent à Uccle, d'abord au 93 Groeselenberg, ensuite au 11 avenue de l'Échevinage. En 1955, ils font un court séjour sur la côte d'Azur à Saint-Jean Cap-Ferrat.
A la fin des années 1950, le couple vit des moments difficiles. En 1958, John fait la connaissance de Jacqueline Collier (1929-2019). Sybil Cluysenaar Fitzgerald Hewat décède en 1965. L'année suivante, John Cluysenaar épouse Jacqueline Collier. 
En 1968, ils décident de s'installer à Noville-sur-Mehaigne, un petit village situé à la limite des provinces du Brabant wallon et de Namur. John Cluysenaar y poursuit ses recherches picturales suivant deux axes : une abstraction lyrique et l'interprétation du visage humain. « Bien qu'évoquant un sentiment tragique, ces visages (...) obéissent d'abord à un jeu très inventif de pictogrammes expressifs posés en aplats vivement colorés ». 
Il meurt à Noville-sur-Mehaigne le 31 juillet 1986.

## Parcours artistique
John Cluysenaar, fils du peintre André Cluysenaar, a toujours vu son père travailler. Par imitation, John se met à dessiner. Adolescent solitaire, il remplit de nombreux carnets de dessin. Il exécute quelques planchettes, paysages et vues. Ses dons sont constatés par son père.
En 1919, démobilisé et sans emploi, il propose un premier relief pour un monument à installer à Londres, en hommage au physicien, Richard Tetley Clazebrook. Installé dans le hall d’entrée du bâtiment administratif du Laboratoire national de physique, il sera ensuite transféré dans la salle de conférence du Bushy House. Cette œuvre montre l'importance de la ligne délimitant le relief du profil du savant. Cette primauté de la ligne, héritage de sa pratique du dessin, se retrouve dans le médaillon de Suzanne Lenglen de 1920. On la remarque également dans le monument funéraire du violoniste et professeur au conservatoire royal de Bruxelles, Alexandre Cornélis, au cimetière d’Ixelles.
Par la suite, John Cluysenaar entreprend de se libérer du relief et appréhende la sculpture en ronde-bosse. En 1924, il décroche le prestigieux prix Godecharle ; la bourse lui permet pendant deux ans de faire des voyages d’étude en France, Angleterre et Italie. Au cours de la seconde moitié des années 1920, le sculpteur taille la pierre et façonne la glaise dans l’esprit de Jean-Baptiste Carpeaux, Auguste Rodin ou plus près de lui Rik Wouters.
Durant la décennie à venir,  il va réaliser davantage d’œuvres publiques : des bustes de personnalités politiques, de la société civile ou du monde culturel. En 1935, il réalise, sur une commande de Félicien Leuridant, secrétaire des Amis du Prince de Ligne, une représentation en pieds du prince de Ligne (Charles-Joseph Lamoral, 7e prince de Ligne (1735-1814) dans le parc d’Egmont à Bruxelles, à l’occasion du bicentenaire de sa naissance. Dans les sculptures qui ornent l’entrée principale de l’exposition universelle de Bruxelles de 1935, il présente une des figures ailées monumentales. L’État belge lui achète plusieurs œuvres.
Fin des années 1930, John Cluysenaar décide de ne plus sculpter, précisant que le plus important est la ligne. À cette même époque, son père, peintre, meurt (1939) ; cette décision coïncide avec son départ pour l’Angleterre.
Durant la seconde guerre mondiale, John Cluysenaar s’exprime principalement dans des aquarelles et des dessins, peu d’huiles sur toile. Le contexte de la guerre, avec les multiples déménagements, oblige à ces modes d’expression nécessitant un matériel plus léger. Les aquarelles sont exécutées dans un style expressionniste, coloré et lumineux,  pour la plupart, des scènes d’intérieur. Durant ces années, il expose à Londres avec Ben Nicholson, qui l’influence. Il réalise quelques œuvres géométrico-figuratives. John Cluysenaar ne rejoint pas le groupe d’artistes qui se rassemble à Saint Ives dans les Cornouailles.
Après la guerre, il poursuit ses recherches picturales. L’esprit du temps le mène vers l’abstraction. Il réalise des toiles selon la technique du « all over ». Sa production d’œuvres abstraites semble inspirée par le travail de Mark Tobey. L’artiste américain résida à Londres de 1935 à 1939. John Cluysenaar arriva à Londres en 1939 : il y a peu de chance qu’il ait vu des toiles de Tobey, sans doute des reproductions. 
Dans les œuvres de cette époque, il y a également une influence de la technique du « dripping » de Jackson Pollock. La curiosité artistique de Cluysenaar le pousse vers des recherches d’autres voies dans l’abstraction lyrique, jusqu’à la fin des années 1960. 
Au début de la décennie suivante, il introduit dans ses tableaux abstraits des formes qui évoquent la figure humaine. « Vers 1970, il recompose la figure humaine dans des rythmes géométriques réticulaires aux couleurs vives, couvrant la surface de réseaux entrelacés qui évoquent l'art brut ».
Ce retour vers une certaine figuration se poursuit les années suivantes. Ses recherches l’amènent à exprimer de manière personnelle le visage humain, non par des portraits, mais par la forme du visage. Il cherche à « démolir la forme représentative ». Il se consacre à cette démarche dans la solitude de son atelier du village de Noville-sur-Mehaigne. Denise Lelarge précisera en 1985 : « Les visages sont comme des vitraux laissant passer la lumière de l'âme ». Quotidiennement, il en étudie les différentes possibilités, plastiques, chromatiques, imaginaires, jusqu’à la fin de sa vie, en 1986.

## Postérité
En 1987, Jacqueline Cluysenaar Collier crée la  « Fondation John Cluysenaar ». Elle a pour mission de perpétuer son œuvre et soutenir de jeunes artistes. Sa collection a été offerte en 2010 à des institutions culturelles et des musées. Les sculptures et peintures de Cluysenaar sont conservées dans des collections privées et publiques : musées des Beaux-Arts de Bruxelles, d'Anvers, d'Ixelles, de Liège, de La Louvière, de Mons, d'Ostende et de Tournai, le Famenne & Art Museum (Marche-en-Famenne), la Fédération Wallonie-Bruxelles, la Province du Brabant wallon et la Fondation pour l'Art belge contemporain.

## Collections publiques
- Musées royaux des Beaux-Arts de Belgique, Bruxelles
- Musée royal des Beaux-Arts de Belgique, Anvers
- Communauté française de Belgique
- Musée des Beaux-Arts de Tournai
- Musée des Beaux-Arts de Mons
- Musée des Beaux-Arts de Liège
- Musée des Beaux-Arts de La Louvière
- Musée des Beaux-Arts d'Ostende
- Musée de la Famenne, Marche-en-Famenne
- Musée communal des Beaux-Arts d'Ixelles
- Province de Brabant wallon
- Fondation pour l'Art belge contemporain
- Musée Gaspar, Arlon

## Distinctions
- Médaille de la Victoire en 1919[photos 9]
- Médaille des Volontaires en 1919
- Chevalier de la Couronne en 1933[photos 10]
- Chevalier de l'ordre de Léopold en 1951[photos 11]